# IE expo China
Die IE expo China ist eine Fachmesse aus dem Bereich der Umwelttechnologien. Sie  präsentiert jedes Jahr in Shanghai Lösungen für die Bereiche Wasser, Abfall, Luft und Boden. Veranstalter ist die Messe München zusammen mit der Shanghai ZM International Exhibition.
Die Messe bietet eine Geschäfts- und Networking-Plattform für chinesische und internationale Branchenvertreter und wird von einem technisch-wissenschaftlichen Konferenzprogramm begleitet. Zur  Ausgabe im Jahr 2019 nahmen ca. 2.000 Aussteller und  73.000 Besucher teil.
Die IE expo China Teil des  Umwelttechnologienetzwerks der IFAT, der Weltleitmesse für Umwelttechnologien. Mit der IE expo Chengdu und der IE expo Guangzhou existieren zwei regionale Ableger der Fachmesse im Reich der Mitte für die Regionen Westchina bzw. Südchina.